# 나이트로화 반응
나이트로화 반응 또는 나이트레이션(Nitration)은 나이트로 그룹(nitro group)을 유기 화합물에 도입하는 유기 반응이다. 아로마틱 나이트레이션(aromatic nitration) 등이 있다.

## 같이 보기
- 친전자성 방향족 치환 반응(Electrophilic aromatic substitution, SEAr)
- 방향족 할로젠화 반응(aromatic halogenation)
- 프리델-크래프트 반응(Friedel–Crafts reaction)
- 방향족 설폰화 반응(Aromatic sulfonation)